# 中山义隆
中山义隆（1967年6月26日—）出生于美属冲绳石垣市登野城，大学毕业于近畿大学。现任日本第18届石垣市市长。

## 生平
1967年，中山义隆出生在美治琉球石垣市登野城，1986年，中山义隆在冲绳县立八重山高等学校毕业，后来大学毕业于近畿大学。
2004年，中山义隆担任八重山青年会议所理事长。2006年，中山义隆担任日本青年会议所冲绳地区会长，后当选石垣市议会议员，2009年，辞职。
2010年2月28日，中山义隆受自由民主党、公明党支持参加石垣市市长选举，後当选。
2025年6月，石垣市議會審查日本國民健康保險時，發現有部份特別預算出現沒有透過議會決定的「全权处理」外、也發現市長對議會做出虛偽陳述。指責︁中山义隆在「竄改公文」或「破壞市民與議會的信任關係」的聲音因此塵囂至上。18日，議會以19比3通過對︁中山义隆的不信任決議。︁中山义隆後來表示這種情況下解散議會並不合理，因此決定在29日時自動被解職。後來中山义隆再度參選石垣市長，並以12,923票當選。